# خودها
خودها چهارمین آلبوم استودیویی بهرام، رپر ایرانی است که در ۲۴ فروردین ۱۴۰۲ از سوی تشکل پیله منتشر شد. این آلبوم پس از آلبوم چندآهنگه گذار، پنجمین آلبوم رسمی این هنرمند است. خودها به مدت یک هفته از ۱۷ تا ۲۴ فروردین به پیش فروش گذاشته شد. ترک لیست آثار موجود در آلبوم، سه روز پیش از انتشار، به وسیله صفحه رسمی بهرام نورایی و تشکل پیله در اینستاگرام رونمایی شد.

## لیست ترانه‌ها
همهٔ ترانه‌ها توسط بهرام نوشته شده‌است.
| شماره      | نام             | تهیه‌کننده     | مدت   |
| ---------- | --------------- | ------------- | ----- |
| ۱.         | «خودها»         | اشکان موسوی   | ۱:۴۲  |
| ۲.         | «نادیده»        | اشکان موسوی   | ۳:۵۶  |
| ۳.         | «یه چیزی مُرد»   | پیماندگار     | ۳:۲۸  |
| ۴.         | «خون»           | اشکان موسوی   | ۳:۲۲  |
| ۵.         | «گُم»            | اشکان موسوی   | ۳:۱۰  |
| ۶.         | «بالا اُفتادن»   | نسا آزادی‌خواه | ۵:۵۱  |
| ۷.         | «آینه»          | پیماندگار     | ۳:۱۶  |
| ۸.         | «پیدا»          | پیماندگار     | ۲:۴۸  |
| ۹.         | «بی‌رُخ»          | پیماندگار     | ۳:۰۰  |
| ۱۰.        | «سوسو»          | اشکان موسوی   | ۳:۰۲  |
| ۱۱.        | «غیر اینه مگه؟» | پیماندگار     | ۲:۵۸  |
| ۱۲.        | «مدرسه‌ خوک‌ها»   | اشکان موسوی   | ۳:۰۱  |
| مجموع مدت: | مجموع مدت:      | مجموع مدت:    | ۳۹:۳۴ |

## اشاره‌ها
بهرام در این آلبوم اشاره‌های زیادی داشته، به‌عنوان مثال: در جلد و تیزر آلبوم به "خوک‌" اشاره شده است. و می‌توان این را، استعاره از ، خوک در سیاست نماد ثروت است، این بدین‌گونه هست که این البوم را می‌توان اعتراضی دانست. همچنین، می‌توان "خوک" را اشاره‌ای به کاراکترهای حیوانی داستان "قلعه حیوانات" از جورج اورول دانست.
کلیدواژه "سایه" چندین بار در متن روایات آلبوم، استفاده شده است. و با توجه به اشاره مستقیم، به حضور "سایه" در "اتاق‌های تاریک ذهن"، می‌توان "سایه" را استعاره از بخش‌هایِ تاریکِ وجود قلمداد کرد.
همچنین کلیدواژه "آینه" (استفاده شده در آهنگ‌های این آلبوم) می‌تواند استعاره از بازتاب‌کننده‌ی حقیقت باشد. همچنین، با دقت به اشاره مجدد بهرام به "آینه" در ترانه "بشنو" (پیش از انتشار این آلبوم)، می‌توان "آینه" و "شکستن آینه" را، تضمینی دانست که بهرام، از اشعار نظامی گنجوی کرده است.

بخشی از متن ترانه‌های بهرام:

- تو آینه‌ی شکسته‌ات ببین، تو فک‌ات نمونده یه دندون سالم ...
- شکسته آینه‌ها رو گردنبند، همه سایه‌ها گم‌ ان، محو‌ ان ...
- ... ولی سایه‌ها، یاغی ذهنان ...، توی دست‌شون آینه‌ها سلاح‌ان، ...

دو بیت از اشعار نظامی گنجوی
| آینه چون نقش تو بنمود راست |  | خود شکن آینه شکستن خطاست |

| آینه روزی که بگیری به دست |  | خود شکن آن روز مشو خودپرست |

از آنجا که در متن آهنگ‌ها، چندین دفعه به این موضوع اشاره می‌شود که "آینه"، گردنبدی است در گردن "سایه"ها، می‌‎توان برداشت کرد که بهرام، تلاش در بهره‌گیری مستقیم از "نظریه سایه‌ها" کارل گوستاو یونگ، برای اشاره به "خود‌شناسی | خویشتن‌آگاهی" داشته است.
در برداشتی دیگر، می‌توان گفت که بهرام، تلاش کرده تا از طریق این آلبوم مفهومی، اصول "خودآگاه" و "ناخودآگاه" را، با بهره‌گیری مستقیم از "نظریه سایه‌ها" بررسی کند. منظر او، نگرش به مسائل و مشکلات اجتماعی، در بعد فردی است و می‌توان گفت که از منظر او، کمبود خود‌آگاهی در جامعه، افراد آن جامعه را نسبت به همدیگر بیگانه (غریبه) می‌سازد.

## عوامل
- آهنگسازان: اشکان موسوی، پیماندگار و نسا آزادی‌خواه
- میکس و مسترینگ: اشکان موسوی
- ویژوال آرتیست: عرفان عشوریون
- کارگردان هنری: غوغا
- ترانه‌سرا و خواننده: بهرام نورایی